# ES POSHH!
『ES POSHH!』（エスポッシュ）は、かつてリイド社が毎月17日に発行していた、お姉ギャル系月刊ファッション雑誌。2006年10月16日新装刊。雑誌名は、英語スラングの「POSH」（優雅、豪華、いきな、スマート）に由来する。なお、誌面はリイド社ではなく、編集プロダクションのマッシュルームが制作していた。

## 概要
女性のセクシーさを強調した、極めて派手ではあるが、男性受けも良いファッション性を打ち出している。
登場するモデル達は基本的に肌を黒く焼いており、髪も金髪に巻き髪がベースとなっている。そのためギャル系ファッション誌としてカテゴライズされがちではあるが、『egg』などのカジュアル主体のギャル系ファッション誌とは違い、よりセクシーなお姉ギャル系に特化した編集方針がなされている。
読者層は大学生から20代前半が中心。表紙はビヨンセなどの海外セレブの他、専属モデル達が飾っている。
創刊から2年で、2008年12月をもって休刊した。

## 登場モデル
- 松本亜希
- 舘谷恵理子
- 上田ミレイ
- 佐藤真奈美
- 坂下由真
- 田母神智子
- 佐藤あずみ

など